# Etología humana
La etología humana es la rama de la etología que trata sobre el comportamiento de los seres humanos. Irenäus Eibl-Eibesfeldt la fundó como una línea independiente de investigación. Eibl-Eibesfeldt efectivamente aplicó la etología general a estudios previos sobre humanos en curso de Konrad Lorenz, estudiando en una perspectiva más común en los estudios del comportamiento de los animales. Entre los fundadores de la "etología humana" se incluyen tanto a Konrad Lorenz como a Eibl Eibesfeldt, así como el etólogo holandés Nikolaas Tinbergen. El campo de la etología humana es la ciencia específica del comportamiento humano.